# Giro del Piemonte 1926
Il Giro del Piemonte 1926, diciannovesima edizione della corsa, si svolse il 2 maggio 1926 su un percorso di 292 km. La vittoria fu appannaggio dell'italiano Alfredo Binda, che completò il percorso in 11h35'00", precedendo i connazionali Giovanni Brunero e Costante Girardengo.
Sul traguardo di Torino 19 ciclisti portarono a termine la competizione. 

## Ordine d'arrivo (Top 10)
| Pos. | Corridore           | Squadra         | Tempo     |
| ---- | ------------------- | --------------- | --------- |
| 1    | Alfredo Binda       | Legnano-Pirelli | 11h35'00" |
| 2    | Giovanni Brunero    | Legnano-Pirelli | a 3'15"   |
| 3    | Costante Girardengo | Wolsit-Pirelli  | a 5'34"   |
| 4    | Egidio Picchiottino | Alcyon-Dunlop   | a 6'07"   |
| 5    | Antonio Negrini     | Wolsit-Pirelli  | a 11'22"  |
| 6    | Domenico Piemontesi | Alcyon-Dunlop   | a 15'40"  |
| 7    | Gianbattista Gilli  | Olympia         | s.t.      |
| 8    | Ermanno Vallazza    | Legnano-Pirelli | s.t.      |
| 9    | Nello Ciaccheri     | Legnano-Pirelli | a 17'10"  |
| 10   | Livio Cattel        | -               | a 18'15"  |